# 리흥룡
리흥룡(1988년 9월 22일 ~)은 북한의 축구 선수이다. 그는 2007년부터 2008년까지 적어도 두 차례 북한을 대표했다.